# 哈特維希·豪斯多夫
哈特維希·豪斯多夫（德語：Hartwig Hausdorf，1955年12月11日—）是德國飛碟學作家、學者，以對中國金字塔的研究聞名。
在1990年代，他前往中國探尋金字塔，1994年出版《白色金字塔》。
2010年，他推測航海家2號傳回不明訊息的原因可能是遭到外星生物「劫持」所致，NASA方則稱原因是出自飛行數據系統的故障。

## 外部連結
- 官方网站（德文）